# آشتی نکرده
آشتی نکرده (آلمانی: Nicht versöhnt) یک فیلم آلمانی در سبک درام به کارگردانی «ژان-ماری اشتراب» است که در سال ۱۹۶۵ منتشر شد. این فیلم بر پایهٔ رمانِ بیلیارد در ساعت نه و نیم اثرِ هاینریش بل ساخته شده‌است.